# Pedro Novoa
Pedro Félix Novoa Castillo (Huacho, 19 de noviembre de 1974-6 de marzo de 2021) fue un educador y escritor peruano.

## Reseña biográfica
Estudió en el Instituto de Comercio Nro. 62 Almirante Miguel Grau Comas. Estuvo desde 1992 hasta 1997 en la Marina de Guerra del Perú (Fuerza de Infantería de Marina). En 1998 deja la milicia y en 1999 ingresa a la Universidad Nacional Federico Villarreal donde estudia Lengua y Literatura (Facultad de Educación). En 2003 comienza su carrera como escritor al obtener sus primeros premios.
En 2008 pasó a la categoría de docente nombrado en el Instituto Sevilla del Rímac. Desde 2017 es catedrático en la Universidad Nacional Mayor de San Marcos. En 2017 se integró al catálogo de autores de la editorial Planeta. Asimismo, durante sus últimos años escribió en Epístola a los transeúntes, columna sabatina del Diario Expreso.
Gunter Silva Passuni describe la novela “La sinfonía de la destrucción” (editorial Planeta, Lima, 2017), como “una novela magistral, con un oscuro pesimismo que parece flotar en la feroz crítica del hombre actual, empequeñecido por su poca hondura ética y su chatura emocional. No hay posibilidad de canto para la gran mayoría de hombres y mujeres que transitan como esperpentos de si mismos, envolturas sin nobleza que más que interrelacionarse, colisionan entre sí. Pero hay una clave en esta alegoría siniestra de derrumbes y desmoronamientos: la felicidad. La sonrisa y el afecto son elementos de redención”. “

## Obra literaria

### Libros publicados
- Cacería Incesante (novela), Editorial Mesa Redonda, Lima, 2021 ISBN 978-612-48423-9-9
- El Amanecer de Amaneceres (novela), Editorial Apogeo, Lima, 2020 ISBN 978-612-4444-54-8
- Seis metros de soga (novela), Ediciones Altazor, Lima, 2010 ISBN 978-612-4122-31-6
- Maestra vida (novela), Alfaguara, Lima, 2012 ISBN 978-6123090685
- Amor de ogro (cuentario infantil), Ediciones Altazor, Lima, 2012 ISBN 978-612-4122-99-6
- Cacería de espejismos (cuentario), Fondo Editorial de la Universidad César Vallejo, Lima, 2013 ISBN 978-612-4158-12-4.[5]
- Tu mitad animal (novela), Fondo Editorial de la Universidad César Vallejo, Lima, 2014 ISBN 978-612-4158-25-4.[6][7]
- El aleteo azul de la mariposa (poemario), Fondo Editorial de la Universidad César Vallejo, Lima, 2015 ISBN 978-612-4158-13-1
- El fantástico susurro de los cuentos (cuentario), Editorial Apogeo, Lima, 2016 ISBN 978-612-47201-1-6.[8]
- Inmersión (cuentario), Editorial Trascender, Lima, 2017 ISBN 978-612-4316-36-4
- La sinfonía de la destrucción  (novela), Editorial Planeta, Lima, 2017 ISBN 978-612-319-171-9.[9][10]

### Obra publicada en antologías
- Elton Honores (antologador): Noticias del futuro. Antología del cuento de ciencia ficción peruano del siglo XXI, Lima, Ediciones Altazor, 2019.

## Artículos académicos
- Cristales quebrados y la reconstrucción de totalidades escindidas del "boom" latinoamericano (Artículo académico), Alicante, Biblioteca Virtual Miguel de Cervantes, 2013.[11]
- El Mapa Mental Armónico en la comprensión de textos narrativos en estudiantes universitarios (Artículo académico), 2018.[12]
- Los mapas mentales como estrategia en el desarrollo de la inteligencia exitosa en estudiantes de secundaria (Artículo académico), 2019.[13]
- Efectos del mapa mental armónico en la producción de narraciones breves en estudiantes universitarios (Artículo académico), 2019.[14]
- Modelo de gobernanza: reflexiones y propuesta (Artículo académico).[15]

## Premios y reconocimientos

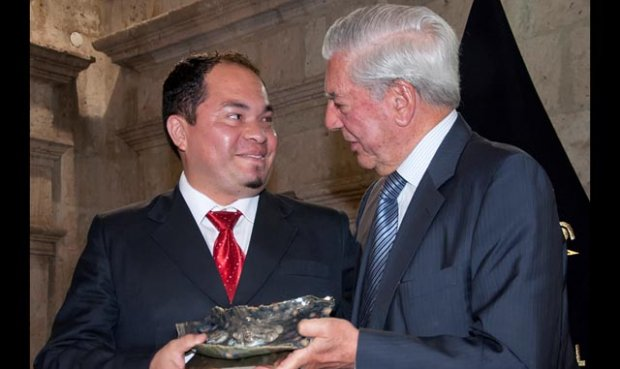
Premio recibido de manos de Mario Vargas Llosa

- Premio Horacio Zeballos de Novela Breve 2010 por Seis metros de soga (Altazor, Perú, 2012).[16]
- Premio Internacional Mario Vargas Llosa por Maestra vida (Alfaguara, Lima, 2012).[17][18]
- Segundo Puesto en el Premio Internacional David Mejía Velilla por El aleteo azul de la mariposa (Fondo Editorial de la UCV, Colombia, 2015).[19]
- Finalista en el Premio COPÉ de cuento por Un grito flotando al amanecer (Perú, 2014).[20]
- Finalista (long list) del Premio Herralde 2014 de novela por La sinfonía de la destrucción (Planeta, Perú, 2017).[21]
- Finalista en la Bienal del Premio COPÉ de novela 2015 por El evangelio de la destrucción.
- Finalista en el XI Prix Internacional Hemingway por el cuento Double charge (Nîmes, Francia, 2015).[22]
- Primer Lugar en la XXVII Edición del Concurso de las 1000 Palabras organizada por la revista CARETAS con el cuento Inmersión (Lima, febrero del 2016)[23][24] cuya traducción al inglés por George Henson bajo el título "The Dive" fue publicada en el diario británico The Guardian.[25] El mismo relato fue traducido a catorce idiomas por la revista Asimptote.[26]

- Premio Luces 2017 a "Mejor novela del año" organizado por el diario El Comercio (Lima, enero del 2018)